# Rio Sinú
O rio Sinú é um curso de água do noroeste da Colômbia. É o terceiro rio mais importante da Colômbia na vertente do Caribe, após o rio Magdalena e rio Cauca.
Nasce no Nó de Paramillo (Cordilheira Ocidental dos Andes colombianos), no departamento de Antioquia, atravessa o departamento de Córdoba de sul a norte, e, após percorrer 415 km, deságua no mar do Caribe. 
O Sinú é navegável por 200 km, da cidade de Montería, seu principal porto, até sua foz. É um dos três rios mais importantes do departamento de Córdoba, juntamente com os rios San Jorge e Canalete. O Sinú possui bastante correnteza em seu trecho inicial, porém, a partir do riacho de Jui se torna bastante calmo, facilitando a navegação. Os principais afluentes em sua margem oriental são os riachos de Urrá, Tay e Jui. Pela margem ocidental recebe as águas dos rios Verde, Esmeralda e Naim. Durante seu curso, próximo à cidade de Cereté, o rio se bifurca para logo se unir novamente na cidade de Lorica.